# Marnie (romanzo)
Marnie è un romanzo noir scritto da Winston Graham nel 1961. È il bestseller dell'autore, da cui è stato tratto l'omonimo film del 1964 diretto da Alfred Hitchcock.

## Trama
Marnie Elmer è una bella quanto misteriosa ragazza che vive appropriandosi indebitamente dei beni dei suoi datori di lavoro e cambiando successivamente generalità, città e impiego.
Un giorno viene colta in flagrante da uno dei suoi superiori, Mark Rutland, un giovane vedovo che la costringe a sposarlo col ricatto; Marnie, però, è "allergica" agli uomini e soprattutto al sesso...
In seguito, due eventi scioccanti condurranno la protagonista sull'orlo del suicidio e ciò sarà la conseguenza del comportamento scorretto che ha avuto nel passato.

## Edizioni
- Marnie, House of Stratus, 2002, ISBN 0-7551-0900-7.